# Ouest lyonnais basket
Actualités
L’Ouest Lyonnais Basket (OLB) est un des principaux clubs de la ligue régionale du Lyonnais de basket-ball. Son équipe fanion masculine évolue en 2023-2024 en championnat de France Nationale 3. 
L'Équipe 1 est suivie de près par l'Équipe 2 évoluant au niveau pré-national masculin.
Puis, une vingtaine d'équipes évoluent dans les championnats régionaux et départementaux des catégories U7 à Seniors. 

## Historique
En 2003, quatre clubs de l'Ouest Lyonnais fusionnent pour constituer l'OLB :
- Champagne Sport Basket
- Basket Féminin Champenois
- Association Sportive de Dardilly
- Amicale Basket Saint-Didier/Limonest

L'équipe fanion masculine de Champagne Sport Basket a évolué successivement dans les catégories suivantes :
- Division du Rhône
- Promotion du Rhône
- Honneur du Rhône
- Excellence du Rhône

Le club ayant remporté tous les titres de champion du Rhône de ces différentes catégories, il accède au championnat de France Honneur, et c'est en 1956, dix ans après sa création, que le club de Champagne-au-Mont-d'Or obtient son premier titre national de champion de France.   
Après avoir pu participer au Championnat de France Excellence (l'équivalent de la Nationale 2 de nos jours), les seniors masculins se sont vu rétrograder au fil des années jusqu'en Excellence régionale.    
Depuis 1983, l'équipe première masculine évolue de façon continue en championnat de France.
- De 1983 à 1987 : Nationale 4
- 1988 : Nationale 3 (en vertu d'un règlement sur l'arbitrage, l'équipe est rétrogradée)
- 1988-1989 : Nationale 4 (l'équipe termine première de sa poule et s'incline en demi-finale pour le titre)
- 1989-1998 : Nationale 3 (une période de neuf années où son classement varie entre la troisième place et la sixième, jusqu'en 1998 où elle termine première et accède au niveau supérieur)
- 1998-2000 : Nationale 2 (deux années suffisent pour accéder à la Nationale 1)
- 2000-2001 : Nationale 1 (finissant à la 14e place, l'équipe est rétrogradée en Nationale 2)
- De 2001 à aujourd'hui : Nationale 2 (depuis 2003 sous les couleurs du nouveau club Ouest Lyonnais Basket).

Quelques faits d'armes particuliers :
- En 2008, saison exceptionnelle pour le club qui termine troisième de la saison régulière en N2, et pour la première fois de son histoire, l'OLB atteint les demi-finales du Trophée Coupe de France, battue simplement de quelques points par La Rochelle.
- En 2009, le club finit premier de la saison régulière et accède aux play-offs pour l'accession en N1, mais échoue devant une redoutable équipe du Puy-en-Velay entraînée à l'époque par Jean-Michel Sénégal.
- En 2013, le club atteint à nouveau les demi-finales du Trophée Coupe de France seniors masculins.

Plus récemment chez les jeunes :
- 2014 et 2015 : les U20 garçons sont champions de région deux fois d'affilée
- En 2016, les U15 filles sont championnes départementales.

## Le club aujourd'hui
Depuis la fusion de 2003, l’association est soutenue par les municipalités de Champagne-au-Mont-d’Or, Dardilly, Saint-Didier-au-Mont-d’Or et Limonest. Depuis la saison 2012-2013, l'OLB est aussi le club de Saint-Cyr-au-Mont-d'Or. L'OLB dispose de 5 salles pour ses activités.
À la fin de la saison 2015-2016, le club comptait plus de 320 licenciés pour une vingtaine d'équipes garçons et filles, ainsi que de nombreux bénévoles, arbitres, officiels de tables de marque, entraîneurs, dirigeants.
L'école de minbasket de l'OLB est labellisée école départementale de minibasket, 
L'OLB dispose du label FFBB Citoyen pour ses actions sociétales.

## Effectif Équipe NM3 2023-2024
Entraîneur :  Michael VEROVE
Manager/Président : Patrice MENTREL
Préparateur physique : Samuel VIVIEN
Arrivées : Ousmane TOURÉ (Jura Salins, NM3), Jordan LEFEBVRE (Saint-Chamond, Espoirs Pro B), Aidan DALSBAK (Cro Basket, NM2)
Départs : Aurélien COMBES (AL Caluire, NM3), Martin NGALORO (projet professionnel), Eddy NGOY (WOSB, NM3)
| Numéro | Nom               | Age | Taille (cm) | Poste | Nationalité |
| 4      | Loïc BUCHET       | 31  | 185         | 1     | France      |
| 5      | Younès MAKHLOUFI  | 20  | 184         | 1     | France      |
| 6      | Ousmane TOURÉ     | 29  | 198         | 4-5   | France      |
| 7      | Jordan LEFEBVRE   | 19  | 187         | 2-1   | France      |
| 10     | Jimmy BENOIST     | 24  | 183         | 2     | France      |
| 11     | Aidan DALSBAK     | 24  | 195         | 3     | France      |
| 12     | Julien GUILLAUD   | 31  | 187         | 3     | France      |
| 15     | Jean-Claude ZAPHA | 32  | 202         | 4-5   | France      |